# Ехац
Ехац (на немски: Echaz) – е малка река в Германия, в провинция Баден-Вюртемберг с дължина едва 23 км. Извира от няколко карстови източника в планината Швабска Юра от 577 м надморска височина, образува долина, над която се извисява замъкът Лихтенщайн. Протича през градовете Пфулинген, Ройтлинген, Ванвайл и се влива като десен приток в река Некар.
Спада към речна система Некар – Рейн – Северно море.

## Флора и фауна
пъстърва